# Lac de Gravelle
Le lac de Gravelle est le plus petit des quatre lacs du bois de Vincennes, à Paris.

## Géographie

### Caractéristiques
Le lac de Gravelle est situé au sud-est du bois de Vincennes. Il présente une superficie d'eau d'environ un hectare et constitue un réservoir de 28 000 m3 pour l'ensemble du réseau hydraulique du bois car c'est le lac le plus élevé des quatre présents dans le bois.

### Hydrographie
Le lac de Gravelle fait partie du réseau hydraulique du bois de Vincennes. De 1866 à 1974, c'est l'eau de la Marne — qui passe une quarantaine de mètres en contrebas — qui l'alimente par la station de pompage hydraulique de Saint-Maur-des-Fossés située 40 mètres plus bas. L'émissaire du lac de Gravelle vers le lac Daumesnil et le lac de Saint-Mandé est le ruisseau de Gravelle long de 6,7 km, tandis que celui du lac des Minimes est la rivière de Joinville. Depuis 1974, à la suite de l'ouverture de l'autoroute A4 — qui condamna la station sur la Marne —, l'eau du système hydraulique du bois est ramenée au lac de Gravelle à partir de la Seine, par l'usine de pompage du pont d'Austerlitz.

## Histoire
Le lac de Gravelle fut construit sous la direction d'Adolphe Alphand, lors de l'aménagement du bois de Vincennes dans les années 1860. Le secteur ne comportant à l'origine aucun réseau hydraulique, le lac fut creusé afin d'assurer l'irrigation des autres plans d'eau et permettait de refouler les eaux de la Marne et donc, de réguler les crues.